# Teoría del conocimiento de Aristóteles

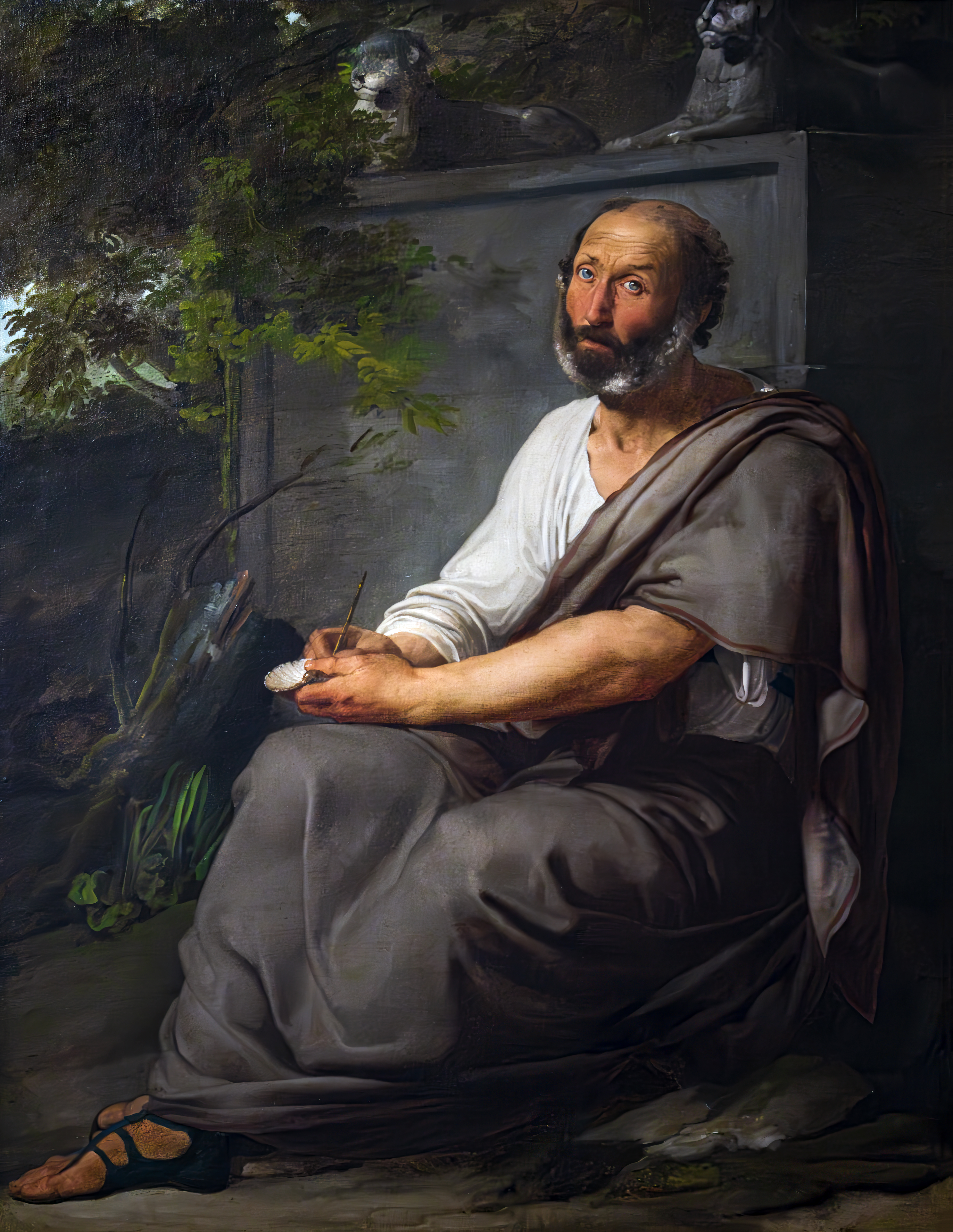
Aristóteles por Francesco Hayez (1811).

La epistemología de Aristóteles es propiamente de tipo racionalista al ser discípulo de Platón, donde un sistema lógico que parte de verdades garantiza nuevas verdades y llega a un conocimiento verdadero e intuitivo de los principios y la intuición de las esencias como formas sustanciales de las cosas. Sin embargo, Aristóteles formula una teoría del conocimiento desde una visión realista y empirista, donde la realidad se encuentra en el mundo sensible y se hallan las sustancias compuestas de materia y forma que podemos conocer por medio de nuestros sentidos unidos a la razón. Aristóteles también afirma el conocimiento del universal mediante la experiencia y los razonamientos inductivos (epagogé) junto con la deducción (apódeixis), la opinión y la intuición, mientras que Platón únicamente se basa en la deducción a partir de principios a priori. Rechazó rotundamente la teoría de la reminiscencia (según la cual conocer es recordar) y las ideas innatas platónicas (donde la mente nace con conocimiento previo). La afirmación de la importancia del conocimiento sensible, y del conocimiento de lo singular para llegar a lo universal, le abrió la posibilidad de la experimentación e investigación científica empírica. 
Los sentidos solo pueden captar lo individual, las formas sensibles de las sustancias concretas. "De ahí que, careciendo de sensación, no sería posible ni aprender ni comprender". El entendimiento (noûs) se encargaba de captar lo universal o su forma, mediante la abstracción (aphairesis) en los objetos, eliminando sus cualidades sensibles hasta llegar a la esencia que define a ese ente. Es un proceso inductivo porque se pasa de lo particular a lo universal. La inducción prepara nuestra inteligencia para la captación intuitiva de los principios, las formas abstractas incorporadas en las cosas concretas y las interrelaciones necesarias entre las formas abstractas.

## Empirismo aristotélico
Tal vez sea Aristóteles quien mejor expresó el valor de la experiencia como fuente de conocimiento, por más que lo considerara sometido al supremo valor de lo teórico. Arguye en los Analíticos posteriores que los principios de la demostración son conocidos a través de la experiencia derivada de los sentidos. En su Metafísica (982b 11-32), Aristóteles concibe al conocimiento como un proceso:
- Se parte de lo común con los animales dotados de sensación y memoria y, por tanto, con experiencia; es la acumulación de experiencia lo que a los hombres hace «expertos».
- Más perfecto es el conocimiento de dicha experiencia unida a la reflexión, lo que convierte a los hombres en “artesanos”; lo que hoy denominaríamos técnicos (médicos, arquitectos, estrategas, etc.).
- La perfección de la función racional humana se manifiesta en la suprema facultad de elevarse a los fundamentos de dichos conocimientos a través de las causas hasta los primeros principios; es en esto en lo que el hombre se asemeja a los dioses, el saber de una Ciencia primera, entendida hasta el siglo XVIII como Metafísica. Esto solo es posible en la medida en que una sociedad tiene asegurados los bienes materiales, y por tanto puede dedicar a los «hombres libres» a la «inutilidad» del pensamiento en búsqueda de la verdad de la ciencia.[10]

De suerte que, si filosofaron para huir de la ignorancia, es claro que buscaban el saber en busca del conocimiento, y no por ninguna utilidad. Y así lo atestigua lo ocurrido. Pues esta disciplina comenzó a buscarse cuando ya existían casi todas las cosas necesarias y las relativas al descanso y al ornato de la vida. Es, pues, evidente que no la buscamos por ninguna utilidad sino que así como llamamos hombre libre al que es para sí mismo y no para otro, así consideramos a esta como la única ciencia libre, pues esta sola es para sí misma. Por eso también su posesión podría con justicia ser considerada impropia del hombre. Pues la naturaleza humana es esclava en muchos aspectos; de suerte que según Simónides, «sólo un Dios puede tener tal privilegio, aunque es indigno de un varón buscar la ciencia a Él proporcionada».
Aristóteles, Metafísica, 982b 11-32

## Sensaciones
El enfoque de Aristóteles es el opuesto al de Descartes. Mientras el filósofo francés inicia su reflexión filosófica con una duda metódica, Aristóteles sostiene por el contrario que nuestras capacidades de percepción y cognición nos ponen en contacto con las características del mundo, que por tanto no requiere un escepticismo constante. Aristóteles distinguió entre apariencias (ta phainomena) y sensaciones (aisthēseis). Es la sensación que alcanza su objeto propio (como el color, en el caso de la vista) y "verdadera o, al menos, encierra un mínimo de falsedad"; el error se introduce sólo con el juicio. Estas doctrinas son comparables a la canónica epicúrea. La intuición sensible y la intuición intelectual están en una relación de continuidad.
La fuente del conocimiento es la experiencia, pero las sensaciones (propia de los animales) son fugaces. Sin embargo, las personas captan un conocimiento más elevado al deducir la existencia de las cosas sensibles mediante la memoria, y especialmente conocer el porqué y la causa de estos.Para Aristóteles hay dos formas de sentir: captando una forma sensible sin materia (como potencia) y las que se necesitan los sentidos (como acto). Mientras que la sensación necesita un objeto y no basta con solo la voluntad, en el pensamiento sí influye la voluntad

"De esta manera está en el poder del hombre hacer uso de su mente cuando él quiera, pero no está en su mano experimentar la sensación, porque para ello es esencial la presencia del objeto sensible"
Acerca del alma, 417b

Sentir es una potencia que se actualiza mediante la presencia de un objeto sensible. Aristóteles fue la primera persona conocida por hablar sobre el "sentido común". Lo describió como la capacidad con la que los animales (incluidos los humanos) procesan las percepciones sensoriales, los recuerdos y la imaginación (φρονεῖν, phroneîn) para alcanzar muchos tipos de juicios básicos. En su esquema, solo los humanos tienen un pensamiento razonado real (νοεῖν, noeîn), que los lleva más allá de su sentido común.

## Memoria
En su obra Acerca del alma, Aristóteles aborda el tema de la memoria señalando que los recuerdos de uno son impresiones pero no registros confiables de lo que realmente sucedió. La memoria es pues la capacidad de mantener una experiencia percibida en la mente y distinguir entre la "apariencia" interna y una ocurrencia en el pasado. En otras palabras, un recuerdo es una imagen mental que se puede recuperar. Aristóteles creía que quedaba una impresión en un órgano corporal semifluido que sufre varios cambios para crear un recuerdo. Un recuerdo se produce cuando estímulos como las imágenes o los sonidos son tan complejos que el sistema nervioso no puede recibir todas las impresiones a la vez. Estos cambios son los mismos que los involucrados en las operaciones de la sensación, el "sentido común" aristotélico y el pensamiento.
Aristóteles usa el término "memoria" para la retención real de una experiencia en la impresión que puede desarrollarse a partir de la sensación, y para la ansiedad intelectual que viene con la impresión porque se forma en un momento particular y procesa contenidos específicos. La memoria es del pasado, la predicción es del futuro y la sensación es del presente. La recuperación de impresiones no se puede realizar de repente. Se necesita un canal de transición y se encuentra en nuestras experiencias pasadas, tanto para nuestra experiencia previa como para nuestra experiencia actual.
Debido a que Aristóteles cree que las personas reciben todo tipo de percepciones sensoriales y las perciben como impresiones, las personas continuamente tejen nuevas impresiones de experiencias. Para buscar estas impresiones, las personas buscan en la memoria misma. Dentro de la memoria, si se ofrece una experiencia en lugar de una memoria específica, esa persona rechazará esta experiencia hasta que encuentre lo que está buscando. El recuerdo ocurre cuando una experiencia recuperada sigue naturalmente a otra. Si se necesita la cadena de "imágenes", una memoria estimulará la siguiente. Cuando las personas recuerdan experiencias, estimulan ciertas experiencias previas hasta que alcanzan la que se necesita. Recordar es, por lo tanto, la actividad autodirigida de recuperar la información almacenada en una impresión de memoria. Solo los humanos pueden recordar impresiones de actividad intelectual, como números y palabras. Los animales que tienen percepción del tiempo pueden recuperar recuerdos de sus observaciones pasadas. Recordar implica solo la percepción de las cosas recordadas y del tiempo transcurrido.

## Entendimiento

Diagrama psicológico y gnoseológico de Aristóteles.

Aristóteles admite que la realidad es cambiante, el verdadero conocimiento es saber identificar la sustancia de cada cosa, obra del entendimiento. Este proceso consiste en reconocer causas y principios, entre las que se encuentra la causa formal, la esencia. Todo esto son potencialidades que para Aristóteles residen en la materia y que permiten comprender cada cosa y en qué se transformará. La combinación entre imaginación y memoria hace una imagen de lo experimentado mediante los sentidos, que permiten comprender cuáles son las potencialidades de cada cosa.
Los sentidos solo pueden captar lo individual, las formas sensibles de las sustancias concretas. El entendimiento (noûs) se encarga de captar lo universal o su forma, mediante la abstracción (aphairesis) en los objetos, eliminando sus cualidades sensibles hasta llegar a la esencia que define a ese ente. Es un proceso inductivo porque se pasa de los particular a lo universal.

## Intelecto

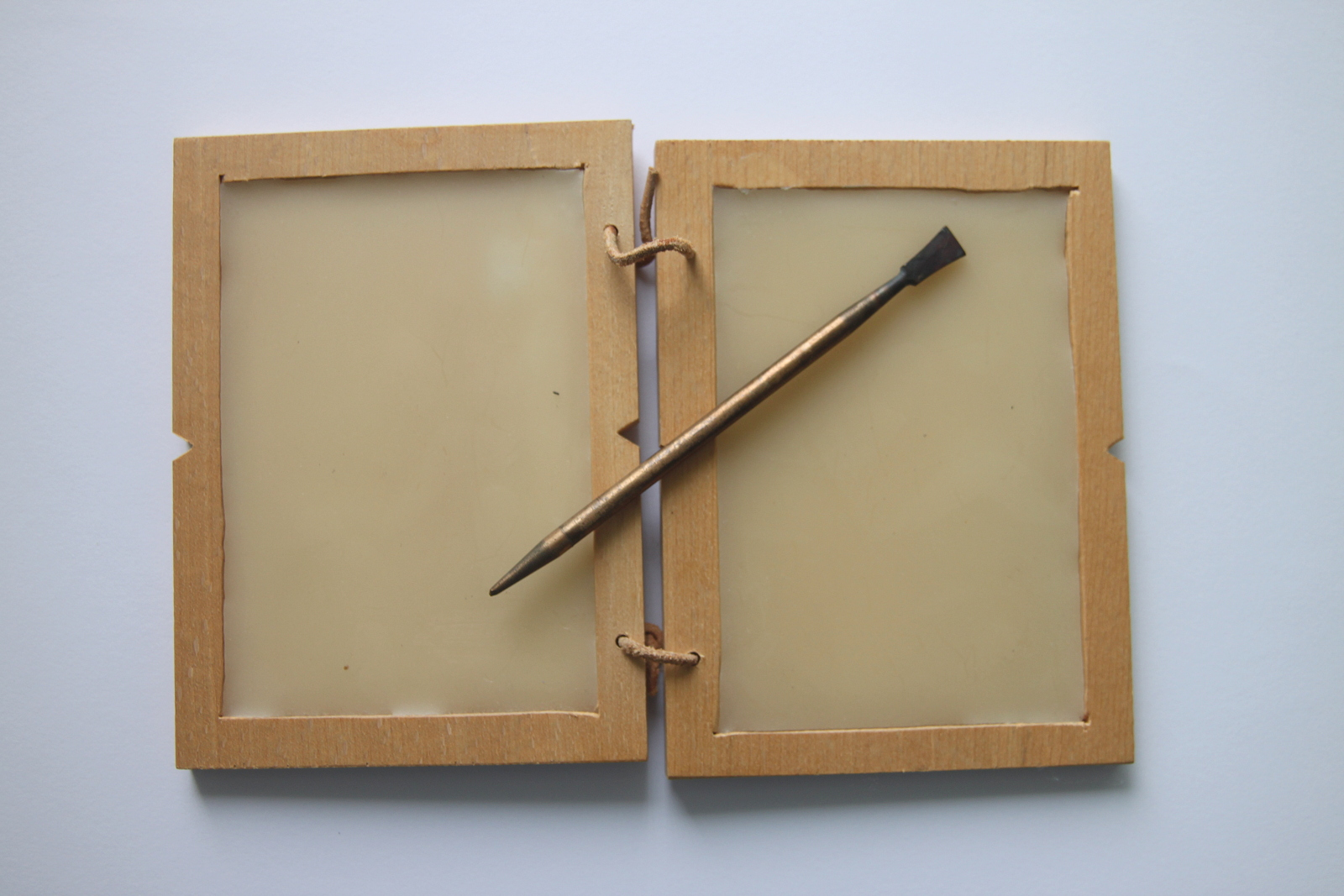
Tablilla de cera romana. Aristóteles compara al intelecto paciente como una "tablilla en la que nada está actualmente escrito" (tabula rasa).

Este proceso de inteligir se realiza mediante el intelecto, que Aristóteles distingue dos mediante la distinción de su teoría hilemórfica:
- El Intelecto agente (nous poietikos): siempre en acto, es inmortal, separable, eterno y causa eficiente del conocimiento. Es la potencia activa que produce los conceptos universales (formas) de las cosas (materia).
- El Intelecto paciente (nous pathetikos): en potencia de entender, es el propio del hombre, inseparable y mortal. Por sí solo no es capaz de pensar, por lo que necesita recibir los conceptos universales que lo actualice.

Aristóteles comparó el intelecto paciente con una "tablilla en la que nada está actualmente escrito" (tabula rasa) que almacena todos los conceptos que capta el intelecto agente:

«En cuanto a la dificultad de que el intelecto paciente ha de tener algo en común con el intelecto agente, ¿no ha quedado ya contestada al decir que el intelecto es en cierto modo potencialmente lo inteligible si bien en entelequia no es nada antes de inteligir? Lo inteligible ha de estar en él del mismo modo que en una tablilla en la que nada está actualmente escrito: esto es lo que sucede con el intelecto.»
Acerca del alma, 429b29 - 430a5

Inteligir es entonces actualizar la potencia del intelecto, y este necesita un medio para ello. Aristóteles lo ejemplifica con la luz, que para conocer los colores se necesita una la luz que convierte los colores en potencia en colores en acto, permitiendo a la vista que actualice su capacidad de ver. En el Libro XII de la Metafísica, Aristóteles parece equiparar el intelecto activo con el "motor inmóvil" y/o Dios.

## Método endóxico
De acuerdo con Aristóteles, exponiéndose los fenómenos (phainomena) nos llevan a pensar en nuestro lugar en el universo y filosofar, y luego recomienda buscar las opiniones creíbles (endoxa) con respecto a los asuntos que encontramos desconcertantes emitidas por personas serias (endoxos). No se trata de tomar estas opiniones creíbles como verdades, sino de poner a prueba su capacidad de reflejar la realidad. Como ejemplo, en su Ética a Nicómaco, Aristóteles hace una pausa ante un rompecabezas para reflexionar sobre un precepto que rige su enfoque de la filosofía:

«Debemos, lo mismo que en los demás casos, presentar los pareceres (phainomena), plantear el problema en primer término y así exponer en lo posible todas las opiniones aceptadas sobre estas afecciones (endoxa), o, si acaso, el mayor número y las más autorizadas. Porque si se resuelven las contradictorias y permanecen las aceptadas, ello quedaría suficientemente demostrado.»
Ética a Nicómaco, 1145b 2-7